# 常總學院中學校及高等學校
常總學院中學校及高等學校是位於日本茨城縣土浦市的私立完全中學。
其學生活動以棒球部及吹奏樂部較為著名。

## 歷史
學校由渡邊嘉重於1905年成立，最初為舊制中學校，名為「常總學院中學校」，但在1943年因二次世界大戰而停辦。
1983年在經過兩年籌辦後再次設立為「常總學院高等學校」，1996年增設中學校成為「常總學院中學校及高等學校」。